# イングリッド・フィッセール
イングリッド・フィッセール（Ingrid Visser、女性、1977年6月4日 - 2013年5月14日）は、オランダのバレーボール選手。ゴーダ出身。元オランダ代表。

## 来歴
1995年のオランダで開催されたバレーボール欧州選手権で優勝。アトランタオリンピックに出場5位入賞を果たした。オランダ代表ではキャプテンを務め、オランダ以外の欧州のリーグでも活躍する。
2006-2007年シーズンはスペインのテネリフェでプレーした。ポーランド代表のミレナ・ロスネルやトルコ代表のネスリハン・ダルネルとチームメイトであった。
2007年ワールドグランプリもキャプテンとしてチームを引っ張り、レギュラーとして高いスパイク決定率を残し、初優勝に貢献した。
2013年5月13日、パートナーの Lodewijk Severeinと訪問先のスペインムルシアで行方不明となり、二人は2週間後に遺体で発見された。容疑者のうちの1人はイングリットが過去に所属していたCAVムルシア2005の監督を務めていた人物で、ビジネス上のトラブルが原因であるとしている。スペインの検察は容疑者2人に対し懲役50年を求刑し、第一審では懲役34年の判決、控訴審では懲役40年の判決が下された。

## 所属クラブ
- Rentokil Zevenhuizen （1984-1994年）
- VVC Vught （1994-1997年）
- Minas Tenis Clube （1997-1999年）
- ヴィチェンツァ・バレー（2000-2001年）
- Hotel Cantur Las Palmas （2001-2003年）
- テネリフェ・マリシャル （2003-2007年)
- DELA Martinus（2007-2008年）
- Leningradka Sankt Petersburg （2008-2009年）
- CAVムルシア2005（2009-2011年）
- VKバクー（2011-2012年）